# Arna-Bjørnar
Arna-Bjørnar Fotball er en norsk fodboldklub for kvinder og mænd, hjemmehørende i Arna, Bergen.
Klubben blev grundlagt i slutningen af 2000 som en fusion af fodboldafdelingerne af IL Bjørnar og Arna T&IL, og erstattede Bjørnar IL i ligasystemet fra 2001. Kvindernes hold har siden da spillet i Toppserien bortset fra 2005 sæsonen, da de spillede i 1. division.